# Vicente Domínguez Pérez
Vicente Domínguez Pérez (València, 31 d'agost de 1986) és un artista faller valencià. Llicenciat en Belles Arts per la Universitat Politècnica de València en 2013. En 2018 i 2019 s'examina per accedir al Gremi Artesà d'Artistes Fallers de València.
Realitza la seua primera Falla infantil en l'any 2012 per la comissió Acacias - Picayo amb el lema "Foxtrot, el ball del rabosot". En 2014 obri el seu propi taller on desenvolupa la seua producció artística que es podrà gaudir a emplaçaments com Palleter - Erudit Orellana, Fra J. Rodríguez - Pintor Cortina, Federico Mistral - Murta, Plaça de la Mercè, Aras de Alpuente - Castell de Pop, Alguer - Enginyer R. Janini, Fra Pere Vives - Bilbao - Maximilià Thous, Salamanca - Comte d'Altea, Baix - Mesó de Morella, Joaquim Costa - Borriana, Just Vilar - Mercat del Cabanyal i José Benlliure - Teatre la Marina a la ciutat de València. Planta també Falles menudes a les poblacions de Catarroja per la comissió L'Albufera i de Paiporta per a Sant Antoni.
L'artista dona molta importància a l'escenografia a les seues Falles. Així podem trobar en moltes d'elles elements arquitectònics com façanes, cases, pèrgoles i també enginys com tramvies que contextualitzen els ninots i les escenes ajudant-los perquè el públic valore i descobrisca el contingut i el missatge de la Falla. El seu estil té una clara influència "retro" i la seua estètica original, neta i clara acompanya a destacar-lo. Beu de corrents artístiques clàssiques adaptant-les a l'actualitat.
Malgrat haver desenvolupat majoritàriament la seua trajectòria en creacions efímeres infantils, en 2018 plantarà la Foguera adulta de la comissió Las Acàcies de Sant Vicent del Raspeig amb el lema "Llibertat", treball que li valdrà el premi a la innovació. Un any després repetirà demarcació aconseguint el màxim guardó amb "Buit o plenitud" i també el ninot indultat. Al mateix temps també signa les Fogueres infantils de Les Acàcies a les edicions 2018 i 2019 de la festa sanvicentera.
Donades les seues habilitats no limita la seua obra a Falles i Fogueres, sinó que també realitza altre tipus de productes artístics com quadres amb diferents tècniques i portades de llibrets.